# Silvia Monelli
Silvia Monelli, de son vrai nom Carmela Scimonelli (née à Messine, 6 septembre 1932 et morte à Rome le 27 janvier 2021), est une actrice, chanteuse et directrice de doublage italienne.

## Biographie
Élève d' Orazio Costa (it) à l'Académie nationale d'art dramatique de Rome dans les années 1950,  Silvia Monelli commence sa carrière à la Rai après l'obtention de son diplôme dans le théâtre, puis dans la prose radiophonique et télévisuelle. À ses débuts au cinéma, en 1963, elle est dirigée par Vittorio De Sica, puis 1965 par Anton Giulio Majano dans des drames télévisés. Elle est surtout connue pour sa participation au drame Il segno del comando, en 1971, où elle joue le rôle de Mme Giannelli. En 1973, elle est l'une des protagonistes, avec Maria Monti et Paola Mannoni, de la prose originale Gendarmi si nasce, d'après Marcel Achard et dirigée par Carlo Lodovici (it). Elle est apparue pour la dernière fois sur le grand écran en 1974.
Dans les années 1960, elle commence son activité dans le doublage de téléfilms, de dessins animés et de télénovelas, travaillant aussi comme adaptatrice de dialogues et réalisatrice de doublage pour de films.

## Filmographie partielle
- 1963 : Hier, aujourd'hui et demain  (Ieri, oggi, domani) de Vittorio De Sica.
- 1971 : Acquasanta Joe de  Mario Gariazzo.
- 1972 : Le Couteau de glace (Il coltello di ghiaccio) de Umberto Lenzi.
- 1974 : Service compris (Il domestico) de Luigi Filippo D'Amico.